# Matheo Tollis de la Roca
Matheo Tollis de la Roca est un organiste et compositeur de musique baroque né aux alentours de 1710, en Italie ou en Espagne, et mort le 18 novembre 1780 à Mexico.

## Biographie
Matheo Tollis de la Roca est probablement originaire d'Italie et a été nommé à la cour de Madrid en 1741. Son opéra La Casandra a été donné avec succès en 1737. En 1756 il est nommé assistant du maître de chapelle Ignacio de Jerusalem y Stella à la cathédrale de Mexico mais se trouve en rivalité avec ce dernier. En 1758 il est nommé « maître de polyphonie » puis prend l'interim de la succession de Jerusalem y Stella en 1770. En 1778 il est révoqué pour « composition paresseuse ». 
Sa musique, marquée par un bon usage du contrepoint, comporte notamment quatre messes et quatorze motets.

## Sources
- Bertil van Boer, Historical Dictionary of Music of the Classical Period, Scarecrow Press, 2012
- Notices d'autorité :   - VIAF
  - LCCN
  - WorldCat